# NGC 2916
NGC 2916 (również PGC 27244 lub UGC 5103) – galaktyka spiralna (Sb), znajdująca się w gwiazdozbiorze Lwa. Odkrył ją William Herschel 16 listopada 1784 roku.
W galaktyce tej zaobserwowano supernową SN 1998ar.